# Inundações no Japão em 2018

Animação por radar do evento de 3 a 8 de julho em todo o país; a animação começa com o tufão Prapiroon afetando áreas ocidentais do país, seguido por sucessivas rodadas de chuva forte ao longo da frente de Meiyu.

As inundações no Japão em 2018 ocorreram no final de junho a meados de julho de 2018, sucessivas fortes chuvas no sudoeste do Japão resultaram em inundações e fluxos de lama generalizados e devastadores. O evento é oficialmente designado como Heisei san-jū-nen shichi-gatsu gōu (平成30年7月豪雨, em português: "Chuva forte de julho, Heisei 30") pela Agência Meteorológica do Japão. Em 20 de julho, 225 pessoas foram confirmadas mortas em 15 prefeituras, com outras 13 pessoas desaparecidas. Mais de 8 milhões de pessoas foram aconselhadas ou instadas a evacuar entre 23 prefeituras. É o mais fatal desastre relacionado a inundação de água doce na história do país desde a inundação de Nagasaki em 1982 [ja], quando 299 pessoas morreram.
Aproximadamente 54 000 membros das Forças de Autodefesa do Japão, policiais e bombeiros procuraram pessoas presas ou feridas em deslizamentos de terra e inundações provocadas pelas fortes chuvas, enquanto o governo japonês montou uma unidade de ligação no centro de gerenciamento de crises do gabinete do primeiro ministro para reunir informações.